# August Emanuel Fürnrohr
August Emanuel Fürnrohr (* 27. Juli 1804 in Regensburg; † 6. Mai 1861 ebenda) war ein bayrischer, deutscher Botaniker und Naturhistoriker. Sein offizielles botanisches Autorenkürzel lautet „Fürnr.“

## Leben
Fürnrohr erlernte nach dem Besuch eines Gymnasiums in Regensburg den Beruf des Apothekers. Er übte den Beruf in seiner Heimatstadt und während seiner Aufenthalte in München und Zweibrücken mit Unterbrechungen bis 1833 aus. Von 1824 bis 1826 studierte er Botanik, Chemie, Mineralogie und Geognosie an der Universität Erlangen. Sein Interesse für die Botanik wurde wesentlich von David Heinrich Hoppe gefördert. 1833 wurde er Lehrer für Naturgeschichte, Chemie und Technologie an der Kreislandwirtschafts- und Gewerbeschule, des späteren Realgymnasiums und Vorläufers des heutigen Goethe-Gymnasiums Regensburg.
1839 wurde er Professor am Regensburger Lyzeum, dem Vorläufer der Philosophisch-theologischen Hochschule.
1840 wurde er Sekretär der Königlich Bayerischen Botanischen Gesellschaft zu Regensburg und nach dem Tod von Hoppe 1846 deren Direktor.
Ab 1842 bis 1861 war er alleiniger Schriftleiter der botanischen Fachzeitschrift Flora.
Fürnrohr war Autor mehrerer Lehrbücher zur Naturgeschichte und Chemie sowie von Aufsätzen zur einheimischen Flora. 1835 wurde er zum Mitglied der Leopoldina gewählt. 1859 wurde er als korrespondierendes Mitglied in die Bayerische Akademie der Wissenschaften aufgenommen.

## Ehrungen
Er war seit 1833 Ehrendoktor der Universität Erlangen. Nach ihm benannt ist die Pflanzengattung Fuernrohria K.Koch aus der Familie der Doldenblütler (Apiaceae).
In Regensburg ist im Stadtteil Kumpfmühl-Ziegetsdorf-Neuprüll eine Straße nach ihm benannt.